# Defunta Correa

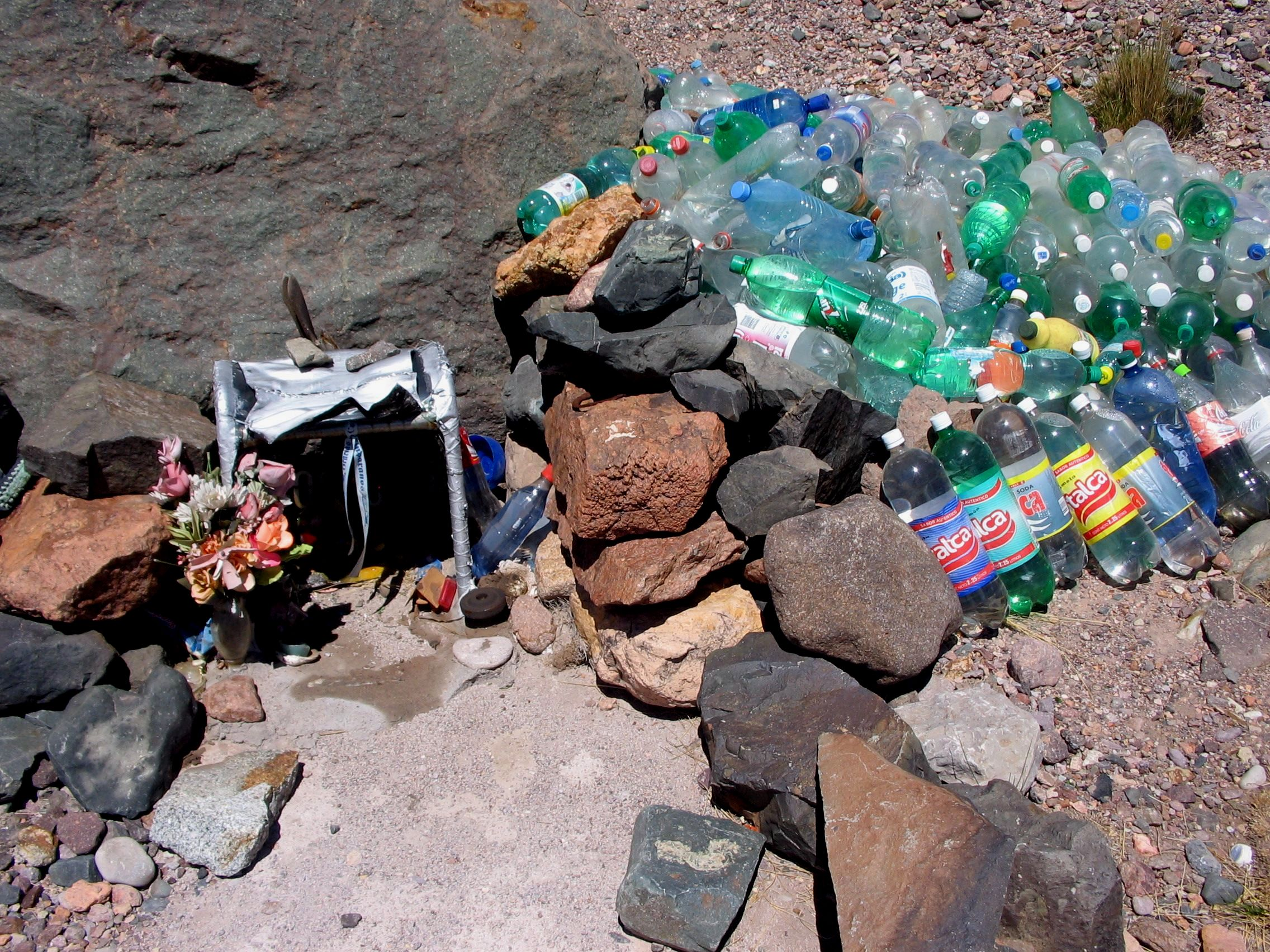
Um altar dedicado à Defunta Correa, perto de Uspallata.

A Defunta Correa é uma figura religiosa argentina que atrai centenas de milhares de devotos, pela sua história trágica e alegados milagres. O seu culto não está sancionado pela Igreja Católica, como tal não é considerada como santa, nem a sua existência real está devidamente documentada, o que, no entanto, não impediu a propagação da lenda nem a construção de um santuário oficial em Vallecito.
Segundo a lenda, María Antonia Deolinda Correa era uma jovem mulher na década de 1840, que decidiu seguir o seu marido quando este foi recrutado para combater na guerra civil. Levando um bebé recém-nascido nos braços, Deolinda Correa seguiu o progresso do exército argentino durante algum tempo. Quando atravessou a zona desértica em torno da província de San Juan, os mantimentos e água que levava acabaram e acabou por morrer de sede e exaustão. Algum tempo depois o seu corpo foi encontrado e, para espanto dos viajantes, o bebé estava ainda vivo, supostamente graças ao leite que o corpo da sua mãe continuou a produzir, mesmo depois da morte. O evento foi considerado como milagre divino e o local foi assinalado com um pequeno altar.
Durante as décadas seguintes, o lugar de Vallecito transformou-se num centro de peregrinação para os devotos. Hoje em dia, o suposto local da morte da Defunta Correa é um complexo que inclui santuário oficial, hotéis e parque de campismo, restaurantes, estação de correios e muitas lojas de recordações dedicadas ao tema. O santuário de Vallecito é administrado por uma fundação sem fins lucrativos. 
O culto da Defunta Correa atrai muitos milhares de argentinos, em particular camionistas e viajantes em geral. Durante os fins-de-semana e especialmente na época da semana santa, Vallecito é visitado por muitos peregrinos que buscam favores da Defunta Correa ou procuram pagar promessas. O ponto alto da visita é o altar onde se encontra uma imagem da Defunta Correa prostrada com o seu bebé nos braços. No resto do país, a devoção da Defunta Correa está patente ao longo das estradas, onde se encontram pequenos santuários, mais ou menos elaborados, rodeados de oferendas como peças de carros e, especialmente, garrafas cheias de água. 
A Igreja Católica tem uma posição negativa em relação a esta devoção, que classifica como superstição popular. Foram feitas diversas tentativas para neutralizar ou minimizar o culto da Defunta Correa, incluindo a construção de uma igreja em Vallecito mas sem grande sucesso. 

## Influência
No Chile existe un grupo de música rock chamado Difuntos Correa, que foi buscar o nome a esta tradição popular e que pretende divulgá-la.